# 派恩格羅夫 (肯塔基州)
派恩格羅夫（英語：Pine Grove）是位於美國肯塔基州克拉克縣的一個非建制地區。

## 地理
派恩格羅夫所處的海拔為高於海平面292米（即958英呎），而該地所採用的時區為UTC-5，即北美東部時區（EST）。同時該地設有夏令時間，為UTC-5調快一小時，即UTC-4（EDT）。